# 1937年臺灣
|        | 臺灣歷史 \| 台灣歷史年表 |
| 世纪： | 19世纪臺灣 \| 20世纪臺灣 \| 21世纪臺灣 |
| 年代： | 1900年代臺灣 \| 1910年代臺灣 \| 1920年代臺灣 \| 1930年代臺灣 \| 1940年代臺灣 \| 1950年代臺灣 \| 1960年代臺灣                                           |
| 年份： | 1932年臺灣 \| 1933年臺灣 \| 1934年臺灣 \| 1935年臺灣 \| 1936年臺灣 \| 1937年臺灣 \| 1938年臺灣 \| 1939年臺灣 \| 1940年臺灣 \| 1941年臺灣 \| 1942年臺灣 |
| 纪年： | 丁丑年（牛年）、日本昭和12年 |

1937年臺灣由於日本帝國與中華民國在該年7月7日的盧溝橋事變爆發後實際上進入戰爭狀態，臺灣軍司令官於該年8月15日宣布臺灣進入「戰時體制」:406。

## 政府

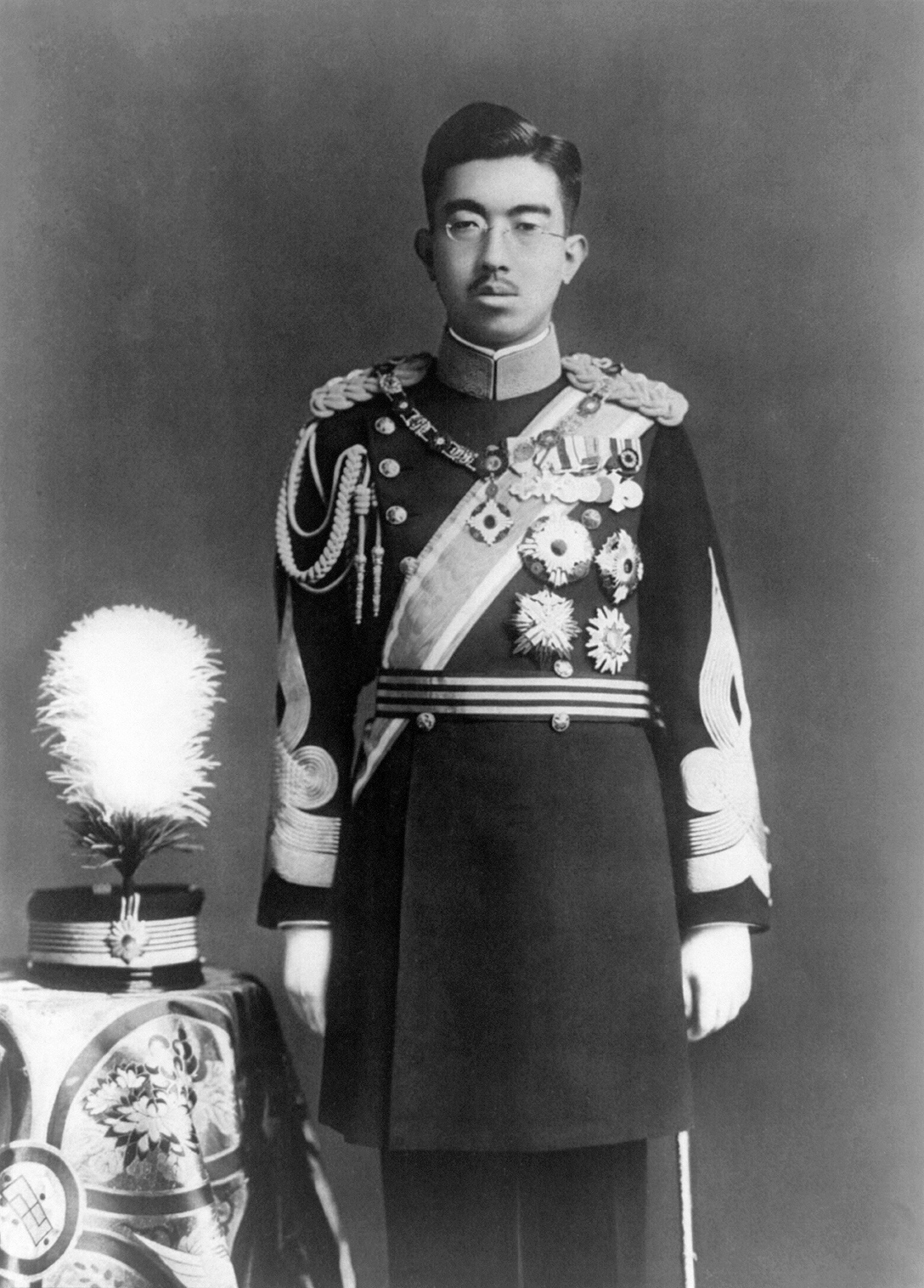
天皇：昭和天皇
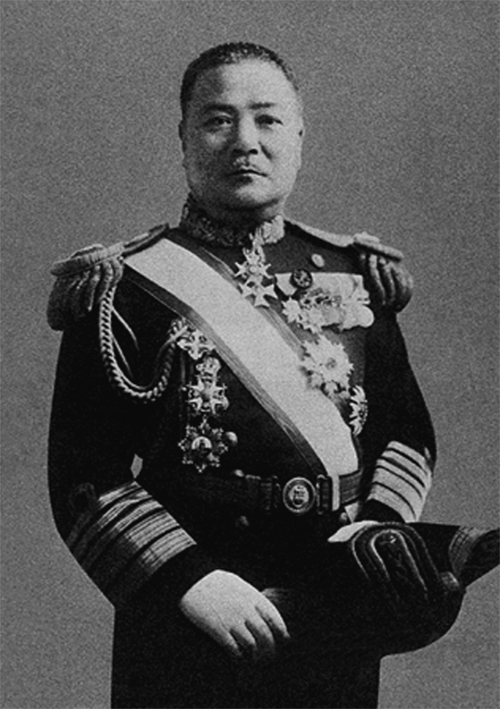
臺灣總督：小林躋造
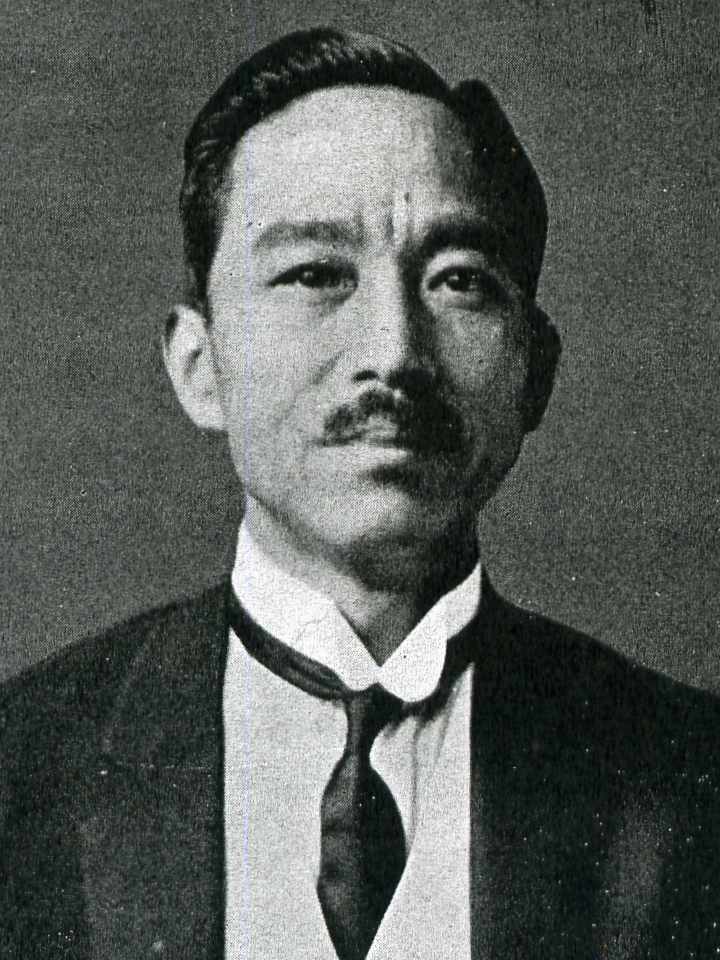
總務長官：森岡二朗

## 大事記
- 4月1日：報紙漢文欄縮減[2]:211。
- 6月1日：報紙漢文欄禁刊[2]:211。
- 6月26日：臺南飛行場正式開場，隔日舉行開幕式[3]:32。
- 7月15日：臺灣地方自治聯盟解散[1]:406[2]:211。
- 8月15日：臺灣軍司令官宣布臺灣進入「戰時體制」[1]:406[2]:211。
- 9月21日：臺南－馬公航線開始由日本航空輸送（日语：日本航空輸送）經營[3]:34。
- 9月30日：內台時差撤廢，午後十一時起實施[4]:269。
- 11月4日：彰化神社社格升為「鄉社」[5]:7。
- 12月27日：發表正式指定三座國立公園「大屯」「次高太魯閣」「新高阿里山」[4]:271。

## 出生
- 2月17日——許曹德，臺灣獨立運動參與者、白色恐怖受難者。因全國青年團結促進會案、許蔡台獨案入獄。（2018年逝世）
- 3月22日——李鴻禧，憲法學者。
- 5月14日——釋證嚴，宗教人士。慈濟功德會的創辦者。
- 5月30日——朱樹勳，醫學者。曾任臺大醫學院外科主任、亞東紀念醫院院長。
- 9月3日——郭為藩，學者、政治人物。曾任文建會主委、教育部長。
- 10月2日——黃文雄，人權活動家。四二四刺蔣案主角。
- 10月12日——張俊彥，電機學者、中央研究院院士，曾任交通大學校長。（2018年逝世）
- 11月8日——陳映真，作家。白色恐怖受難者。（2016年逝世）

## 逝世
- 3月11日：稻垣孫兵衛，台灣經世新報社長[4]:266。
- 12月9日：辜顯榮，企業家、貴族院議員[4]:271。